# Trilby Clark
Trilby Clark (Adelaide, 1903 – Londres, 7 de julho de 1983) foi uma atriz australiana. Ela foi uma atriz principal em filmes britânicos durante a década de 1920 e início dos anos 1930.

## Filmografia selecionada
- The Lover of Camille (1924)
- Carry On (1927)
- Maria Marten (1928)
- The Passing of Mr. Quin (1928)
- Chick (1928)
- God's Clay (1928)
- The Devil's Maze (1929)
- The Compulsory Husband (1930)
- Harmony Heaven (1930)
- The Squeaker (1930)